# Filtr składowych symetrycznych
Filtr składowych symetrycznych – urządzenie wydzielające odpowiednie składowe symetryczne napięcia i prądu w układach trójfazowych.
Do zacisków wejściowych filtra podłącza się odpowiednią sieć trójfazową, w której mogą występować składowe symetryczne. Zaciski wyjściowe podłącza się do układów pomiarowych lub przekaźników, które sygnalizują występowanie zakłóceń w sieci lub wyłączają urządzenia wrażliwe na składowe symetryczne zerowe bądź przeciwne.
Filtry składowych symetrycznych podzielić można na filtry składowej zerowej, filtry składowej przeciwnej i filtry składowej zgodnej.

## Filtry składowej zerowej
Najprostszy i najbardziej rozpowszechniony typ filtra składowych symetrycznych. Ich prosta budowa wynika z faktu, że składowa zerowa jest równa ⅓ sumie mierzonych napięć i prądów. Konstrukcja filtra musi być więc taka aby jego wskazanie było proporcjonalne do sumy odpowiednich wielkości. Przykładem filtra składowej zerowej prądu w sieci czteroprzewodowej jest amperomierz podłączony do przewodu neutralnego. W instalacjach trójprzewodowych rolę filtrów spełniają układ Holmgreena i układ Ferrantiego. W przypadku filtra składowej zerowej napięcia uzwojenie pierwotne filtru podłączone jest w gwiazdę z uziemionym punktem neutralnym sieci a uzwojenie wtórne połączone w otwarty trójkąt z woltomierzem.